# Слідчий експеримент
Слідчий експеримент — слідча дія, пов'язана з перевіркою показань щодо скоєного правопорушення на місці події.
Проводиться в ході слідства в присутності понятих для перевірки і уточнення фактичних даних, які мають доказове значення у кримінальній справі, з ініціативи слідчого, за клопотанням підозрюваного (обвинуваченого), потерпілого та інших учасників карного процесу.
Слідчий експеримент зазвичай провадиться, щоб перевірити:
- чи міг свідок, перебуваючи в певному місці, бачити чи чути те, що відбувалося на місці скоєння злочину;
- чи міг підозрюваний вчинити певні дії в тих обставинах;
- як саме відбувався перебіг подій;
- перевірка можливості існування фактів, чи немає між ними протиріч зі слідами, виявленими в ході попереднього розслідування.